# Zamrzovalnik
Zamrzovalnik ali zamrzovalna skrinja je naprava, ki se ga uporablja za shranjevanje živil. le ta ne smejo biti izpostavljena toplejšim temperaturam saj se pokvarijo.Navadno ga dobimo v kompletu s hladilnikom.  zamrzovalno skrinjo (oziroma postopek zamrzovanja v nji) je izumil Rudolf Diesel, uporablja pa se po celem svetu.
Sestavni deli so:
upravljalna enota,
pokrov,
košare za shranjevanje,
ročaj s ključavnico,
čep za izpust vode,
kolesca,
slepna vtičnica.